# باشگاه فوتبال نیم المپیک
نیم المپیک (فرانسوی: Nîmes Olympique‎) یک باشگاه فوتبال است که در سال ۱۹۳۷ در نیم فرانسه تأسیس شده‌است و هم اکنون در لیگ ۲ حضور دارد.
لوران بلان، اریک کانتونا و ویلیام آیاش از جمله بازیکنان سرشناس تاریخ این تیم هستند.
نیم تاکنون ۴ بار نائب قهرمان لیگ ۱ و ۱ بار نائب قهرمان لیگ ۲ شده‌است؛ همچنین یک عنوان قهرمانی هم به سال ۱۹۵۰ در لیگ ۲ دارد.